# Live aus Berlin (Rammstein-Album)
Live aus Berlin ist das dritte Album der Berliner Metal-Band Rammstein. Nach den beiden Studioalben Herzeleid und Sehnsucht ist es das erste Livealbum und vereint Live-Aufnahmen von Songs beider Alben und mit Wilder Wein auch einen Titel, der vorher nur als Zugabe auf einer Single zu haben war. Es wurde am 30. August 1999 als CD veröffentlicht, wenig später erschienen zusätzlich VHS- und DVD-Aufnahmen des Konzerts.

## Aufnahmen
Rammstein entschieden sich nach mehreren Hundert Konzerten überall auf der Welt, bereits nach nur zwei Studio-Alben eine Live-CD, eine Live-VHS und eine Live-DVD aufzunehmen. Man entschied sich für Berlin als den Aufnahmeort, da sich Rammstein dort gegründet haben. Aufgezeichnet wurde das Album an zwei Abenden (22. und 23. August 1998) in der Berliner Parkbühne Wuhlheide vor jeweils über 17.000 Zuschauern.

## Albumcover
Für das Cover wurden Rammstein kritisiert, da im Hintergrund Säulen zu sehen waren, die an Bauten des Nationalsozialismus erinnerten, wie Kritiker verlauten ließen. Des Weiteren waren die sechs Rammstein-Musiker in schwarzen Anzügen im Vordergrund zu sehen, wie sie teilweise sehr aufmerksam an einem kleinen Radio lauschen.

## Album
Das Musikalbum erschien in zwei Ausführungen. Neben dem normalen Album, das 15 Songs enthält, erschien auch eine limitierte 2-CD-Version mit 18 Titeln und drei Videos des Konzerts. Die normale Ausführung erschien zusätzlich auch als Musikkassette und später zum Streaming und Download.
| 1. Spiel mit mir – 5:22 2. Bestrafe mich – 3:49 3. Weißes Fleisch – 4:35 4. Sehnsucht – 4:25 5. Asche zu Asche – 3:24 6. Wilder Wein – 5:17 7. Heirate mich – 6:16 8. Du riechst so gut – 5:24 9. Du hast – 4:27 10. Bück dich – 5:57 11. Engel (Hintergrundgesang Bobo) – 5:57 12. Rammstein – 5:29 13. Laichzeit – 5:14 14. Wollt ihr das Bett in Flammen sehen? – 5:52 15. Seemann – 6:54 Vor dem ersten Titel befinden sich 37 Sekunden Konzertaufnahmen, bevor der erste Song beginnt. Mit handelsüblichen CD-Spielern kann man diese durch Zurückspulen erreichen. | CD 1 1. Spiel mit mir – 6:09 2. Herzeleid – 3:57 3. Bestrafe mich – 3:49 4. Weißes Fleisch – 4:36 5. Sehnsucht – 4:25 6. Asche zu Asche – 3:24 7. Wilder Wein – 5:57 8. Klavier – 4:50 9. Heirate mich – 7:47 10. Du riechst so gut – 5:24 11. Du hast – 4:36 12. Bück dich – 6:03 CD 2 1. Engel (Hintergrundgesang Bobo) – 6:43 2. Rammstein – 5:42 3. Tier – 3:42 (Im Käfig Khira Li Lindemann) 4. Laichzeit – 5:13 5. Wollt ihr das Bett in Flammen sehen? – 6:15 6. Seemann + Outro: Was hast du mit meinem Herz getan? – 9:56 CD 2 enthält außerdem die Videos zu Tier, Asche zu Asche und Wilder Wein. Vor dem ersten Titel auf CD 1 befinden sich 59 Sekunden Konzertaufnahmen, bevor der erste Song beginnt. Mit handelsüblichen CD-Spielern kann man diese durch Zurückspulen erreichen. |

## Videoalben

### VHS
Die VHS zu Live aus Berlin erschien in zwei Versionen, da der Auftritt zum Titel Bück dich von der FSK erst ab 18 freigegeben wurde. Somit erschien eine zensierte Version ohne Bück dich (FSK 16) und eine unzensierte mit demselben Titel.

### DVD
Die DVD war lange Zeit ausschließlich in der zensierten Fassung mit der FSK 16 erhältlich. Am 27. März 2020 erschien die DVD erstmals unzensiert mit FSK 16. Auf der DVD ist noch ein 14:34 Minuten langes Interview mit der Band zu sehen. Des Weiteren startet beim Eintippen der Zahl 23 im Menü das Video zu Stripped. Die Songs Tier, Du hast und Rammstein kann man sich im Multicammodus anschauen. Das heißt, man sieht den Song aus verschiedenen Einstellungen, die entweder eine spezielle Ansicht zeigen oder auf einzelne Bandmitglieder gerichtet sind. Dies sind Director’s Cut, Guitars (Zeigt Paul Landers und Richard Kruspe), Drums (Zeigt Christoph Schneider), Bass & Keys (Zeigt Oliver Riedel und Flake Lorenz), Wides (aus der Sicht der Zuschauer) und Vocals (Zeigt Till Lindemann).

## Kommerzieller Erfolg

### Chartplatzierungen
Die CD stieg wie das Vorgängeralbum Sehnsucht in Deutschland auf Platz eins. In Österreich und der Schweiz stieg das Album auf Platz zwei beziehungsweise Platz acht. In Frankreich schaffte es das Album mit Platz 97 knapp in die Charts. Weitere Platzierungen in Europa waren Platz 42 in Schweden, Platz 29 in Norwegen und Platz 35 in Finnland.
| ChartsChartplatzierungen | Höchstplatzierung | Wochen |
| ------------------------ | ----------------- | ------ |
| Deutschland (GfK)        | 1 (14 Wo.)        | 14     |
| Österreich (Ö3)          | 2 (10 Wo.)        | 10     |
| Schweiz (IFPI)           | 8 (7 Wo.)         | 7      |

| ChartsJahrescharts (1999) | Platzierung |
| ------------------------- | ----------- |
| Deutschland (GfK)         | 60          |

### Auszeichnungen für Musikverkäufe
Rammstein erhielt für über 500.000 Verkäufe des Albums eine Platin-Schallplatte. Das Videoalbum erhielt in Deutschland eine Doppel-Platin-Schallplatte und in der Schweiz eine Platin-Schallplatte.
| Land/Region        | Auszeichnungen für Musikverkäufe (Land/Region, Auszeichnung, Verkäufe) | Verkäufe |
| ------------------ | ---------------------------------------------------------------------- | -------- |
| Dänemark (IFPI)    | Gold                                                                   | 20.000   |
| Deutschland (BVMI) | Platin                                                                 | 500.000  |
| Schweiz (IFPI)     | Gold                                                                   | 25.000   |
| Insgesamt          | 2× Gold · 1× Platin ·                                                  | 545.000  |

| Land/Region               | Auszeichnungen für Musikverkäufe (Land/Region, Auszeichnung, Verkäufe) | Verkäufe |
| ------------------------- | ---------------------------------------------------------------------- | -------- |
| Australien (ARIA)         | Gold                                                                   | 7.500    |
| Dänemark (IFPI)           | Gold                                                                   | 20.000   |
| Deutschland (BVMI)        | 2× Platin                                                              | 100.000  |
| Finnland (IFPI)           | —                                                                      | 4.852    |
| Schweiz (IFPI)            | Platin                                                                 | 6.000    |
| Vereinigte Staaten (RIAA) | Gold                                                                   | 50.000   |
| Insgesamt                 | 3× Gold · 3× Platin ·                                                  | 188.352  |